# Chennamukkapalle
Chennamukkapalle es una ciudad censal situada en el distrito YSR en el estado de Andhra Pradesh (India). Su población es de 7065 habitantes (2011). Se encuentra a 16 km de Kadapa.

## Demografía
Según el censo de 2011 la población de Chennamukkapalle era de 7065 habitantes, de los cuales 3669 eran hombres y 3396 eran mujeres. Chennamukkapalle tiene una tasa media de alfabetización del 66,46%, inferior a la media estatal del 67,02%: la alfabetización masculina es del 76,92%, y la alfabetización femenina del 54,99%.